# ふじみ野西
ふじみ野西（ふじみのにし）は、埼玉県富士見市の町名。郵便番号は354-0035。現行行政地名はふじみ野西一丁目から四丁目。郵便番号は354-0035。

## 地理
富士見市西部、東武東上本線ふじみ野駅周辺の西側、国道254号（川越街道）の東側に位置し、ふじみ野市に囲まれている。ふじみ野市との境界はやや錯綜している。町の一部が国道254号に接し、勝瀬（飛地）との境界となっている。

## 歴史

### 沿革
- 1993年（平成5年）11月15日 - ふじみ野駅開業[4]。
- 2010年（平成22年）5月1日 - 大字勝瀬の一部からふじみ野西一丁目〜四丁目、ふじみ野東一丁目〜四丁目が成立[5]。

## 世帯数と人口
2017年（平成29年）9月30日現在の世帯数と人口は以下の通りである。
| 丁目             | 世帯数    | 人口    |
| ---------------- | --------- | ------- |
| ふじみ野西一丁目 | 496世帯   | 1,045人 |
| ふじみ野西二丁目 | 1,108世帯 | 2,761人 |
| ふじみ野西三丁目 | 571世帯   | 1,356人 |
| ふじみ野西四丁目 | 346世帯   | 776人   |
| 計               | 2,521世帯 | 5,938人 |

## 小・中学校の学区
市立小・中学校に通う場合、学区（校区）は以下の通りとなる。
| 丁目             | 番地     | 小学校                   | 中学校               |
| ---------------- | -------- | ------------------------ | -------------------- |
| ふじみ野西一丁目 | 全域     | 富士見市立ふじみ野小学校 | 富士見市立勝瀬中学校 |
| ふじみ野西二丁目 | 全域     | 富士見市立ふじみ野小学校 | 富士見市立勝瀬中学校 |
| ふじみ野西三丁目 | 全域     | 富士見市立ふじみ野小学校 | 富士見市立勝瀬中学校 |
| ふじみ野西四丁目 | 1〜5番地 | 富士見市立ふじみ野小学校 | 富士見市立勝瀬中学校 |

## 交通

### 鉄道
- 東武東上本線ふじみ野駅

西口が町内にある。また、同駅東口からららぽーと富士見経由JR埼京線南与野駅行き、西口から鶴瀬駅東口と上福岡駅東口の路線バスが出ている。

### 道路
- 国道254号（川越街道）

## 施設
1丁目
- 埼玉りそな銀行ふじみ野支店
- 埼玉県信用金庫ふじみ野支店
- 中沢公園
- 三井住友銀行ふじみ野コンサルティングオフィス

2丁目
- アイムふじみ野（フランス語版）

3丁目
- 武蔵野銀行 ふじみ野支店

4丁目
- オトウカ公園